# Rizalthus
Rizalthus is een geslacht van kreeftachtigen uit de klasse van de Malacostraca (hogere kreeftachtigen).

## Soort
- Rizalthus anconis Mendoza & Ng, 2008